# 825년

## 연호
- 당(唐) 장경(長慶) 5년 / 보력(寶曆) 원년
- 일본(日本) 덴초(天長) 2년

## 기년
- 당(唐) 경종(敬宗) 원년
- 신라(新羅) 헌덕왕(憲德王) 17년
- 발해(渤海) 선왕(宣王) 8년

## 사건
- 신라의 왕족 김범문의 반란이 총명에 의해 진압되다.

## 탄생
- 11월 1일 - 루도비쿠스 2세 이우니오르. (~875년)

## 사망
- 신라의 왕족 김범문. (?~)